# Шейн Роуз
Шейн Роуз  (англ. Shane Rose, 24 квітня 1973) — австралійський вершник, олімпійський медаліст.

## Виступи на Олімпіадах
| Олімпіада  | Дисципліна               | Місце |
| ---------- | ------------------------ | ----- |
| Пекін 2008 | індивідуальне триборство | 27    |
| Пекін 2008 | командне триборство      | 2     |
| Ріо 2016   | командне триборство      | 3     |
| Токіо 2020 | індивідуальне триборство | 10    |
| Токіо 2020 | командне триборство      | 2     |
| Париж 2024 | індивідуальне триборство | 38    |
| Париж 2024 | командне триборство      | 8     |